# Iso-Ohtalampi
Iso-Ohtalampi eller Ohtalampi är en sjö i Finland. Den ligger i kommunen Pudasjärvi i landskapet Norra Österbotten, i den centrala delen av landet, 600 km norr om huvudstaden Helsingfors. Ohtalampi ligger 148,4 meter över havet. Arean är 25,1 hektar och strandlinjen är 3,11 kilometer lång. Sjön  ingår i Ijo älvs huvudavrinningsområde. 